# نسبة التوهين
نسبة التوهين (الضعف) للإشعاع (بالإنجليزية: Extinction ratio ER) هي النسبة الضعف في إشعاع ما في حالتين مختلفتين، على سبيل المثال عند طولين موجيين مختلفين.

## الاتصالات
في الاتصالات تعطي هذه العلاقة معدل الديناميكة بين قيمتين ضوئيتين لإشارة رقمية عند مخرج موجه الضوء (كالألياف الزجاجية). هنا يتم القياس مرة بوجود الإشعاع ومرة بدونه (مرة بتشغيل الصمام الثنائي المصدر للضوء (Light Diod) ومرة بإطفائها). مع أن التسمية هي «الإضعاف» لكن طبعا في حالة انطفاء الديود المصدر للضوء فلن يكون هناك إشعاع أصلا، لهذا فإن التسمية ليسة دقيقة.

النسبة تعطى كما يلي:
{\displaystyle r_{\mathrm {e} }={\frac {P_{1}}{P_{2}}}.}
كلما كانت النسبة أقل، فتكون نسبة الأخطاء الرقمية (Bit Error Rate) أكبر. هذا يعود لأن المستقبل في حالتي تشغيل وتوقيف الديود لا يستطيع التفرقة بين الحالتين بدقة. في عملية نقل المعلومات (والتي تنقل بدرجة كبير عبر الألياف الزجاجية) لا بد أن تكون النسبة أكثر من 20 ديسبل (dB)، حتى تتم معالجتها بشكل جيد.

عند القياس لا بد من مراعاة التيار الذي يسير في الديود حتى بدون وجود إشعاع عليها المسمى ب (dark current). نسبة التوهين تقِل أيضا عندما يكون تردد الشعاع عالياً بسبب الانعكاسات الناتجة في نهايات موجهات الضوء (ناقلات الضوء: كالألياف الزجاجية)

نسبة توهين الإستقطاب الإشعاعي تعطي النسبة بين تداخل الإشارات ذات الاستقطابات المختلفة (different polarizations)

تم تحديد هذه التسمية لنسبة التوهين (extinction ratio) في المقاييس الفدرالية 1037C وفي MIL-STD-2196.

## الجزيئات الدقيقة
في علم الأحياء الجزيئي يتم قياس نظافة عينة من الحمض النووي الريبوزي المنقوص الأكسجين (DNA) عبر نسبة التوهين المذكورة. في هذه الحالة يتم إشعاع العينة بشعاعين ذا أطوال موجية قدرها 260 و 280 نم (nano meter). 

تكون العينة نظيفة عندما تكون النسبة E بين القيمتين في الطولين الموجيين أكبر من 1.8
{\displaystyle {\frac {E(260)}{E(280)}}>1.8}

إذا كانت النسبة أقل، فيعتبر هذا عرض للفينول أو لخلل في البروتينات.